# 大冒険!ゆけゆけ☆おさわりアイランド
『大冒険!ゆけゆけ☆おさわりアイランド』は、DMM.comより配信されていたソーシャルゲーム。

## 概要
おさわり島にはえろモンが生息していて捕獲して『おさわり』するとレベルが上がり、『秘密のイベント』が出現する。えろモンを組み合わせて進化、強化する。関連してネットラジオが配信された。
2016年10月31日をもってサービス終了。

## キャラクター
東山万里
通称ハカセ。世界征服を策謀するが失敗して逃走中におさわり島に流れつき、懲りずに再起を図る。
いちご
ハカセの有能な助手。
セリア
島を守護する天使
盛岡彩
ネコになりきっている女の子。
イザナイ
キツネの獣っ娘。
黒柳青空
褐色肌の尻軽少女。
ミヤビ
九尾の妖狐のえろモン。
織部蓮華
花嫁のコスプレ少女。
橘凛華
メイドカフェで働く元お嬢。
ミュリス
サキュバス姉妹の妹。
アネモネ
模範的優等生
桃谷くるみ
パティシエの女の子。
マリキータ
コスプレが大好きな女の子。
デボラ
コスプレが大好きな女の子。

## 開発
2013年7月の配信開始を目標に、本作の開発は20人ほどの体制で同年春に始まったが、途中でキャラクター不足が判明したことから、配信開始は8月に延期された。
開発当初はえろモンをおさわりすると表情が変わる程度だったが、魅力に欠けることから、えろモンの身体を動かしてみたところ、満足のいく仕上がりとなり、プロデューサを務めるウッドアンダーPをはじめとする開発スタッフの悪乗りが重なった結果、正式に導入された。
『大冒険！ゆけゆけ☆おさわりアイランド』というタイトルは、開発Pが出した「おさわりアイランド」という単語に対し、デザイナーが「ゆけゆけ」や☆マークをつけようと提案した結果つけられたものである。タイトルが長くなった結果、サブタイトルが入らなくなったため、サブタイトルはロゴにだけ入れられることとなった。
ネットラジオの内容がゲームの設定として逆輸入されることもあり、一例としてハカセの助手であるいちごが腐女子であるという設定があげられる。